# Куанг Си
Куангси (лаос. ຕາດກວາງຊ, чит. «тат кванпхси») — водопад в провинции Луангпхабанг, Национальный парк Таткуангси, Лаос. Тип: каскадный, поярусный. Количество каскадов: 4. Высота основного каскада: 54 м.

## Основные сведения

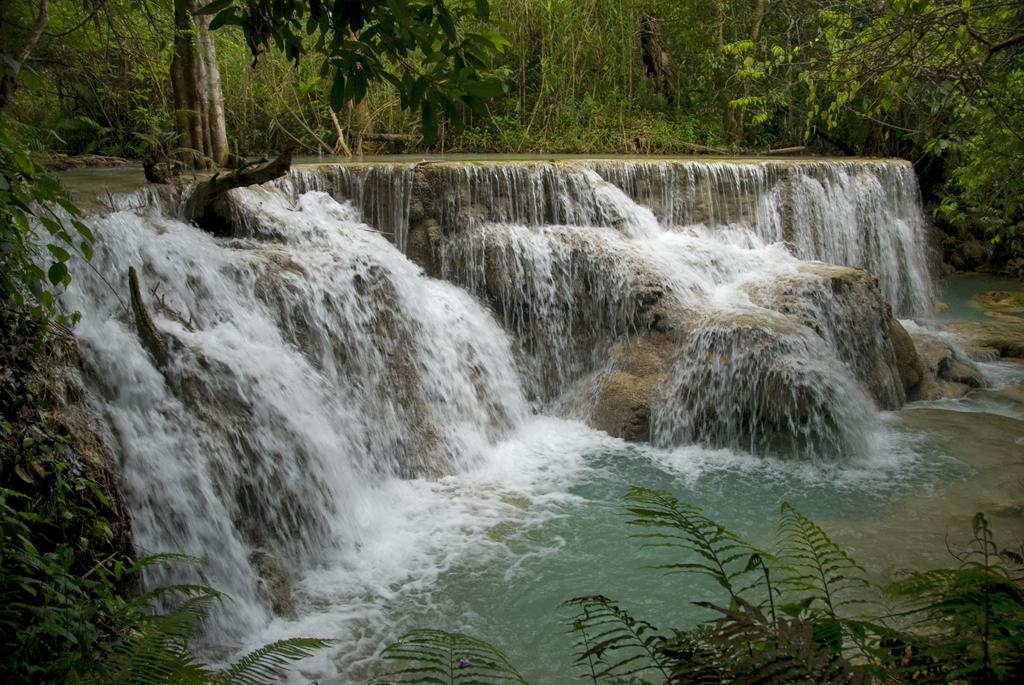
Третий каскад Тат-Куанг-Си

Тат-Куанг-Си — водопад, расположенный приблизительно в 32 км к югу от города Луангпхабанга на левом берегу Меконга, на территории одноимённого национального парка. Водопад состоит из основного каскада высотой 54 м и серии каскадов меньшей высоты. Десятью метрами ниже второго каскада расположена небольшая пещера. Между каскадами находится несколько бассейнов с водой насыщенного бирюзового оттенка. Необычный цвет обусловлен тем, что вода протекает через известняковые скалы и слои почвы, содержащие известняк и активно переводит находящийся в них карбонат кальция в растворимый бикарбонат кальция за счёт высокого содержания диоксида углерода в почвенных водах. Бикарбонат кальция нестабилен и выпадает в виде кристаллического осадка на дно, образуя так называемую страту. Растворённые карбонаты и придают воде в бассейнах водопада глубокий бирюзовый цвет. Подобными свойствами воды обладают ещё ряд водопадов Юго-Восточной Азии. Один из самых известных — Эраван в Таиланде. Расход воды у Тат Куанг Си сильно зависит от времени года, поскольку значительная часть питающей водопад воды является дождевой. Наиболее полноводным он бывает с августа по ноябрь. Тат Куанг Си расположен на склоне горы, покрытой густой растительностью, состоящей преимущественно из смешанного лиственного леса. Водопад пользуется популярностью у местных жителей, которые приезжают сюда на выходные для купания и семейных пикников. Вход на территорию платный и составляет 20000 кипов, что позволяет поддерживать вокруг водопада чистоту и следить за состоянием окружающего леса. Вдоль водопада проложена тропа. Ниже основного яруса располагается мост и лестница, по которой можно забраться на вершину утёса.

## Территория

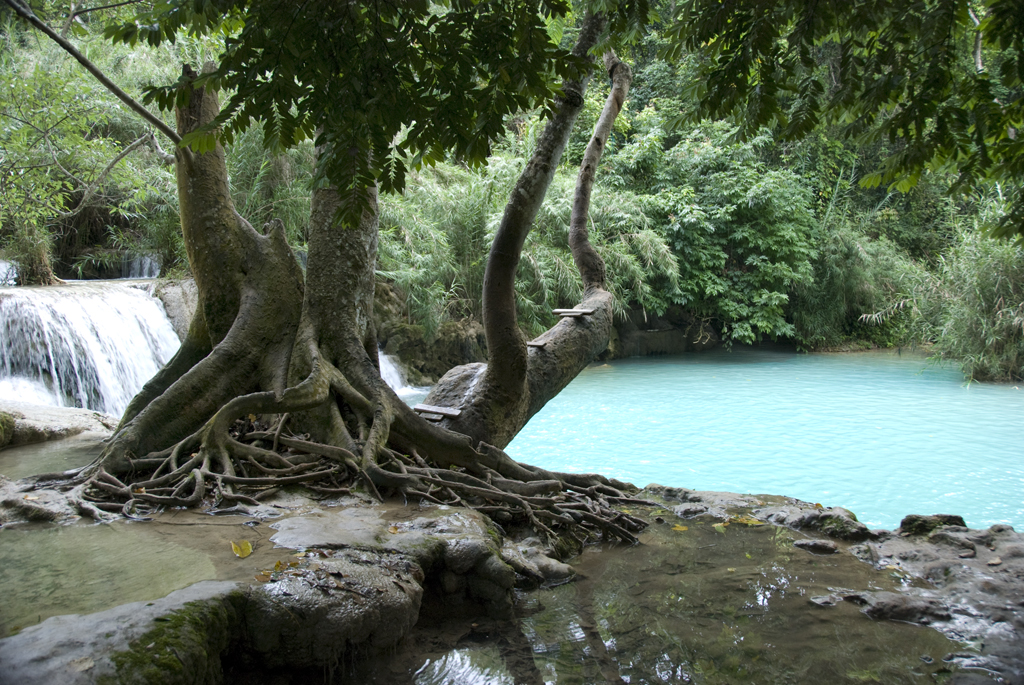
Четвёртый каскад Тат Куанг Си

В окрестностях Тат-Куанг-Си расположены традиционные свайные поселения хмонгов и кхму. Наиболее посещаемое из них — Бан Тат Паен. В селении можно купить сувениры и изделия народных промыслов, имеется небольшая гостиница, построенная в национальном лаосском стиле (Vanvisa 2 Guest House). В непосредственной близости от водопада располагается центр по спасению Гималайских черных медведей (англ. Tat Kuang Si Bear Rescue Centre), которые находятся на грани исчезновения. В Центре, в приближённых к естественным условиях, содержатся животные, которые были спасены от браконьеров или конфискованы у нелегальных торговцев. Центр был организован в 2003 году австралийской организацией Free The Bears Fund Inc. и доступен для посещений, фото- и видеосъёмки.

## Транспорт
- Автобус из Луангпхабанга.
- Местные эквиваленты такси: тук-тук или джамбо.
- Экскурсионные микроавтобусы туристических фирм